# غلام زنگی
غلام زنگی فیلمی به کارگردانی قدرت‌الله بزرگی و نویسندگی یوسف ایروانی محصول سال ۱۳۵۴ است.

## خلاصه داستان
فرمان (بهمن مفید) که به رقاصه‌ای به نام اقدس (شهناز تهرانی) علاقه دارد..

## بازیگران
- بهمن مفید
- محمدرضا فاضلی
- شهناز تهرانی
- فرهاد حمیدی
- احمد معینی
- یوسف خلیل پور
- سحرناز
- منصور سپهرنیا
- محمود تهرانی
- فرهاد خوشبخت
- پریدخت اقبال‌پور
- پروین
- زهره
- شهرام ثمینی پور